# Colli Euganei Cabernet Sauvignon riserva
 (janvier 2024).
Si vous disposez d'ouvrages ou d'articles de référence ou si vous connaissez des sites web de qualité traitant du thème abordé ici, merci de compléter l'article en donnant les références utiles à sa vérifiabilité et en les liant à la section « Notes et références ».
Le Colli Euganei Cabernet Sauvignon riserva est un vin rouge italien, produit dans la région Vénétie, doté d'une appellation DOC depuis le 13 août 1969. Seuls ont droit à la DOC les vins rouges récoltés à l'intérieur de l'aire de production définie par le décret.
Le vin rouge du Cabernet Sauvignon riserva répond à un cahier des charges plus exigeant que le Colli Euganei Cabernet Sauvignon, essentiellement en relation avec le taux d'alcool et le vieillissement de 2 ans. 

## Aire de production
Les vignobles autorisés se situent en province de Padoue dans les communes de Arquà Petrarca, Galzignano Terme, Torreglia et en partie dans les communes de Abano Terme, Montegrotto Terme, Battaglia Terme, Due Carrare (San Giorgio), Monselice, Baone, Este, Cinto Euganeo, Lozzo Atestino, Vò, Rovolon, Cervarese Santa Croce, Teolo et Selvazzano Dentro dans les Monts Euganéens. 
Le vignoble Bagnoli di Sopra est à quelques kilomètres. La région est située au sud-ouest de Padoue. La superficie plantée de vigne est de 1 300 hectares. 

## Caractéristiques organoleptiques
- couleur : rouge rubis intense
- odeur : intense, caractéristique,
- saveur : sec, plein, légèrement épicé

Le Colli Euganei Cabernet Sauvignon riserva se déguste à une température de 14 - 16 °C et se gardera 3 – 5 ans en cave.

## Production
Province, saison, volume en hectolitres :
- pas de données disponibles